# Гаврилов, Аким Андреевич

Бюст (второй слева) на аллее героев в Елабуге

Аким Андреевич Гаврилов (1904—1982) — участник Великой Отечественной войны, командир взвода 136-го гвардейского стрелкового полка 42-й гвардейской стрелковой дивизии 40-й армии 2-го Украинского фронта, гвардии младший лейтенант, Герой Советского Союза.

## Биография
Родился 22 сентября 1904 года в с. Большие Меми Российской империи, ныне Верхнеуслонского района Татарстана, в семье крестьянина. Русский.
После окончания сельской школы работал шахтёром в Кузбассе, затем председателем рабочкома в совхозе Мамадышского района Татарской АССР.
В рядах Красной Армии — с июля 1942 года. Член ВКП(б)/КПСС с 1941 года. В 1942 году Гаврилов был призван в армию с направлением в Казанское танковое училище. Не окончив его, досрочно получил звание младшего командира и был отправлен в Москву, где получил новый танк «Т-34» и тут же отбыл на фронт. Боевое крещение Аким Андреевич принял на Курской дуге радистом-пулемётчиком. Под Полтавой был ранен и попал в госпиталь на три месяца, но, не долечившись, сбежал в свою часть. Однако его ждал не фронт, а армейская школа средних командиров.
Вскоре вновь поле боя, на котором танкист возглавил взвод стрелков-гвардейцев. Зимой 1944  года шло освобождение Правобережной Украины. Весенняя распутица не позволила легко преодолеть реку Горный Тикич (в районе села Антоновка Маньковского района Черкасской области), ставшую барьером между немцами и советскими частями. Как и положено было по военной стратегии в ситуации, когда одни наступают, а другие преследуют, отступающие взорвали мосты через реку и уничтожили все возможные плавсредства. Утром 6 марта 1944  года Аким Гаврилов и его бойцы пошли в ледяную воду. Руки и ноги сводило от холода, но вскоре выпала возможность разогреться в бою, когда перестрелка перешла в рукопашную. Ранение в шею не остановило его: наспех перевязав рану с помощью автоматчика, он вновь бросился вперёд. Возле одного из домов заметил легковые машины, что свидетельствовало о том, что это и есть штаб. Пулемётный огонь из окон и дверей дома удалось подавить гранатами. В итоге добычей Акима Гаврилова стали ценные штабные документы. Много было потом боёв, сражений, но именно этот подвиг и был отмечен Звездой Героя.
Семь месяцев лечился Аким Андреевич в госпитале от полученного ранения и вернулся в Татарию на костылях. В сентябре 1944  года он был уволен в запас.
В 1945  году, в канун Дня Советской Армии будущий почётный елабужанин, а тогда боец Красной Армии Аким Гаврилов, прибыл в столицу Советского Союза Москву для получения одной из почётных наград страны — «Золотой Звезды» Героя Советского Союза. 22 февраля 1945  года награда, как это принято в таких случаях говорить, «нашла героя».
Последние годы жизни героя были связаны с Елабугой (он был некоторое время заместителем председателя Елабужского горисполкома), где скончался 22 января 1982 года.

## Память
- Имя Гаврилова носит средняя школа посёлка Нижнее Озеро Верхнеуслонского района Республики Татарстан.
- Бюст Героя установлен в Елабуге на Площади Памяти[2].
- В честь Гаврилова, также названа улица в г. Елабуга.

## Награды
- Указом Президиума Верховного Совета СССР от 13 сентября 1944  года за образцовое выполнение боевых заданий командования на фронте борьбы с немецко-фашистскими захватчиками и проявленные при этом мужество и героизм гвардии младшему лейтенанту Акиму Андреевичу Гаврилову присвоено звание Героя Советского Союза с вручением ордена Ленина и медали «Золотая Звезда» (№ 5315).
- Награждён орденом Ленина и медалями.